# Grímsnes- og Grafningshreppur
Grímsnes- og Grafningshreppur es un municipio de Islandia. Se encuentra en la zona occidental de la región de Suðurland y en el condado de Árnessýsla. 

## Población y territorio
Tiene un área de 900 kilómetros cuadrados. Su población es de 400 habitantes, según el censo de 2011, para una densidad de 0,44 habitantes por kilómetro cuadrado. 